# 沈亨业
沈亨业（1935年—），男，黑龙江呼兰人，中国直升机技术专家，曾任直升机设计研究所（602所）副总设计师、研究员。